# (Marie's the Name) His Latest Flame

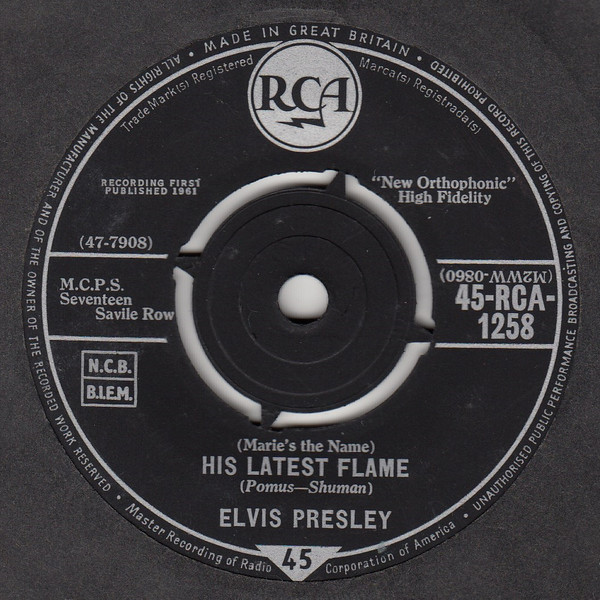

(Marie's the Name) His Latest Flame è un brano musicale scritto da Doc Pomus e Mort Shuman e originariamente inserito da Del Shannon nell'album Runaway With Del Shannon pubblicato nel giugno 1961.

## Versione di Elvis Presley
La versione più conosciuta di (Marie's the Name) His Latest Flame fu incisa e prodotta da Elvis Presley nel 1961. 
Il brano fu pubblicato come singolo insieme a Little Sister nell'agosto 1961. Il tono relativamente intenso unito al ritmo di Bo Diddley, fecero in modo che il brano ebbe grande successo nelle stazioni radio, raggiungendo il 4º posto nella Billboard Top 100 e il 2° nella Easy Listening chart. Nel Regno Unito, invece, raggiunse il numero 1 delle classifiche.

## Cover
Di questo singolo esistono differenti cover. La band alternative-rock The Smiths (come parte di un medley fatto con la loro canzone Rusholme Ruffians), la punk band The Misfits, la heavy-metal band Scorpions e la band alternative-rock italiana Verdena, come anche Brian May. El Vez ne pubblicò una versione singolo variando leggermente il nome in "Maria's the Name (of His Latest Flame)".
Esiste anche una reinterpretazione fatta dall'artista R. Stevie Moore, famoso per le sue registrazioni casalinghe, nel suo album del 1984 Everything.